# Ceratophyllus garei
Ceratophyllus garei är en loppart som beskrevs av Rothschild 1902. Ceratophyllus garei ingår i släktet Ceratophyllus och familjen fågelloppor. Inga underarter finns listade i Catalogue of Life.